# Nina Kandinsky
Pour les articles homonymes, voir Kandinsky.
Nina Kandinsky, née Nina Nikolaïevna Andreïevskaïa en 1899 à Moscou (Empire russe) et morte le 2 septembre 1980 à Gstaad (Suisse), est la deuxième épouse de Vassily Kandinsky et, après sa mort, l'intendante de son héritage.

## Biographie
Nina Nikolaievna von Andreievski est née un 16 avril à Toula. Son père, un officier, meurt jeune, elle le connaît peu ; sa mère se nomme Olga Platonova.

### Rencontre et mariage
C’est en 1916 qu’elle fait la connaissance de Vassily Kandinsky. Superstitieuse, elle voit dans cette rencontre – qui est d’abord virtuelle – le signe du destin. Invitée à déjeuner chez une amie, un des convives cherche à transmettre un message au peintre et elle connaît un de ses neveux, Anatoli Scheiman (fils de la sœur de sa première femme), qui lui donne son numéro de téléphone. Elle entre ainsi en contact avec lui en mai 1916. Charmé par sa voix au téléphone, Vassily Kandinsky souhaite la rencontrer mais elle doit s’absenter pour les vacances d’été et ne peut donc pas. Il propose alors de lui écrire et elle de le recontacter en rentrant. D’après elle, ce premier contact l’inspire et il peint alors une aquarelle qu’il titre À une voix (qui est le premier cadeau que l’artiste lui offre),. Cette aquarelle occupe d’ailleurs une place importante aux yeux de Nina Kandinsky, plus tard elle l’accroche dans la salle à manger à Neuilly et dans ses mémoires elle ajoute au titre l’adjectif « inconnue »,.
Ils se rencontrent finalement en septembre 1916, au musée Alexandre III (musée Pouchkine). Ils se marient quelques mois plus tard, le 11 février 1917, et partent en voyage de noces en Finlande. Dans ses mémoires, elle décrit ce séjour ainsi : « un paysage d’hiver magnifique, avec l’impression de vivre sur une île heureuse, loin du reste du monde qui, pour nous, n’existait même plus. » Une aquarelle figure une des étapes (à Imatra) de ce voyage : Imatra, février 1917. Nina Kandinsky y est représentée d’un côté « jeune fille aux yeux baissés », de l’autre en femme mariée, les yeux ouverts. Alors qu’ils séjournent dans un hôtel à Helsinki, la ville s’agite, des chants révolutionnaires (La Marseillaise des travailleurs) proviennent de la rue, ils prennent alors conscience des évènements politiques en cours (le tsar vient d’abdiquer) : c’est la révolution russe (révolution de février). Ils rentrent alors à Moscou.

A une voix inconnue, 1916.
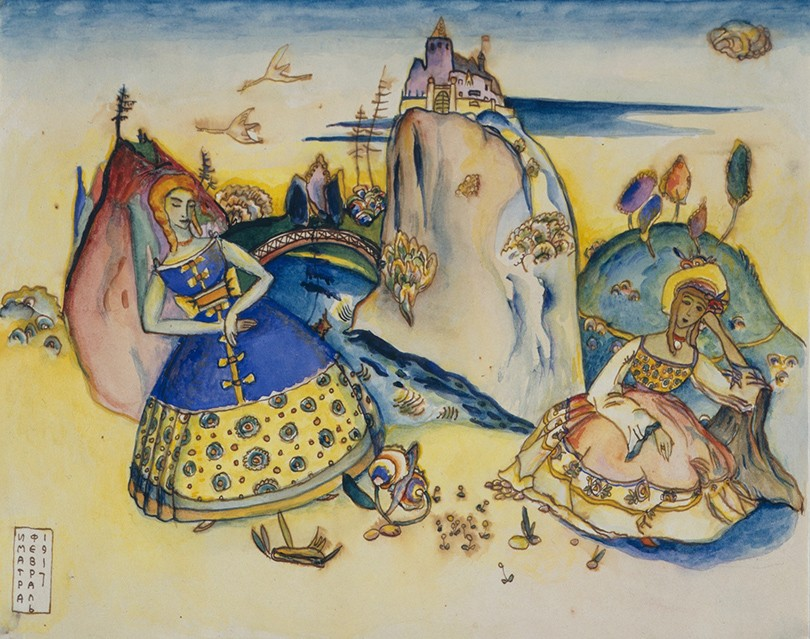
Imatra, février 1917.

### Moscou, 1917-1921

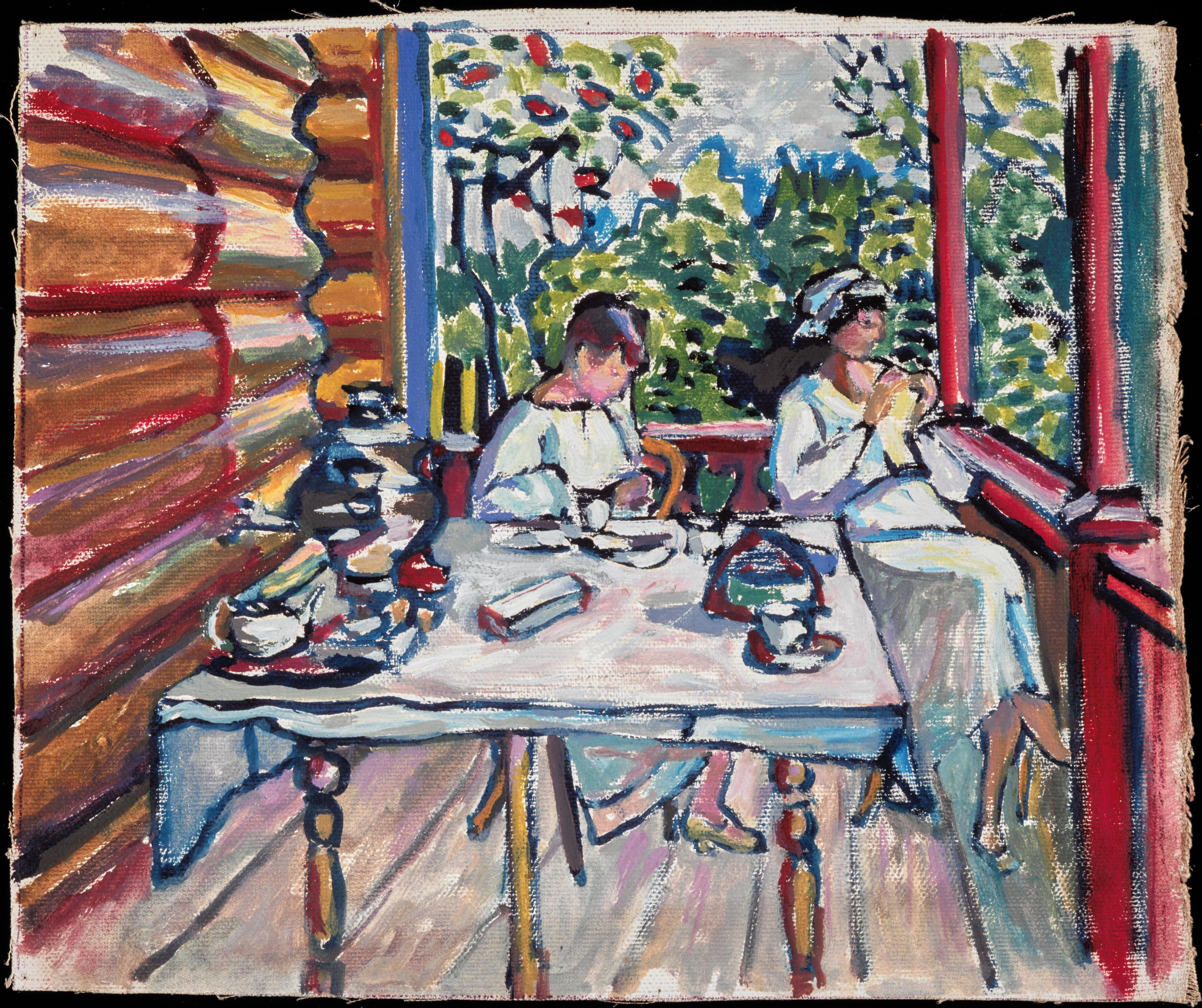
Akhtyrka. Nina et Tatiana dans la véranda, 1917.

Ils passent ensemble l’été à Akhtyrka où elle rencontre la première femme de son mari. Une huile sur toile illustre notamment ce séjour : Nina Kandinsky, enceinte, avec sa sœur Tatiana, y sont représentées en train de coudre.
Leur fils, Vsevolod Kandinsky, naît en septembre 1917 et meurt quelques années plus tard, le 16 juin 1920.
Elle l'accompagne lors de son travail d'organisation de l’Institut de culture artistique, à Moscou.

### Allemagne et le Bauhaus, 1921-1933
Elle suit son mari en Allemagne à la fin de l’année 1921, puis à Paris  fin 1933.

### Seconde Guerre mondiale et mort de Vassily
Lors de l'occupation allemande de la France en 1940 , ils fuient à Cauterets dans les Pyrénées et reviennent à Paris fin août. Le couple refuse l'offre de Varian Fry d'émigrer aux États-Unis via Marseille,.
Après la mort de Vassily Kandinsky en 1944, et durant une trentaine d’années, Nina Kandinsky n’a cessé de diffuser le message et de divulguer l’œuvre de son mari.
"When Kandinsky died, I thought: ‘This is the end of everything'… Not a single man could withstand comparison with Kandinsky in my eyes. Therefore, I concentrated all my energy on work for the benefit of his legacy, and this gave me new strength, and my life obtained a new wonderful meaning." (« "Quand Kandinsky est mort, j'ai pensé : 'C'est la fin de tout'… Pas un seul homme ne pouvait tenir la comparaison avec Kandinsky à mes yeux. J'ai donc concentré toute mon énergie sur le travail au profit de son héritage, et cela m'a donné une nouvelle force, et ma vie a pris un nouveau sens merveilleux." »)
L’ensemble des œuvres en sa possession ont été léguées au Centre Georges-Pompidou, à Paris, où l’on peut voir la plus grande collection de ses peintures.
Nina Kandinsky créa en 1946 le prix Kandinsky « destiné à couronner la recherche de jeunes peintres dans le domaine de l’abstraction », et décerné pour la première fois à Jean Dewasne.

### Mort
En septembre 1980, Nina Kandinsky meurt lors d'un vol qualifié dans son chalet "Esmeralda" à Gstaad,. Le meurtre n'a jamais été résolu. Il semble que ce vol ait été motivé par la fameuse collection de bijoux de Nina Kandisky. Celle-ci était en effet une cliente fidèle de la Maison Van Cleef & Arpels.
Nina Kandinsky, comme Vassily, est enterrée au cimetière nouveau de Neuilly-sur-Seine. La pierre tombale commune comporte les dates biographiques de Vassily Kandinsky mais pas celles de sa femme Nina.
À sa mort, Nina Kandinsky laisse derrière elle une fortune estimé à 20 millions de francs suisses sans qu'aucun héritier potentiel ne soit connu. Des parents du côté maternel ont été identifiés en France dans le cadre d'une enquête successorale. Après 1917, de nombreux membres de la noblesse russe émigrèrent en France, dont des proches de Nina Kandinsky, qui devint plus tard citoyenne française. Aucun héritier légitime n'a pu être identifié du côté paternel, par conséquent la moitié de la succession de Nina Kandinsky est revenue à l'État français.

## Publications
- Kandinsky und ich, avec la collaboration de Werner Krüger, Munich : Kindler, 1976,  (ISBN 3-463-00678-2)Traduction française : Kandinsky et moi, Flammarion, 1978 (ISBN 2-08-064013-5).
- Kandinsky wie er lebt, dans : Hommage à Wassily Kandinsky, traduction de Barbara Lindemann, Wiesbaden : Ebeling, 1976, p. 95-100

## Archives
- Le fonds d'archives de Vassily Kandinsky et le sous-fonds Nina Kandinsky sont conservés à la Bibliothèque Kandinsky, au Centre Pompidou à Paris.